# Logitech
Logitech (['lɔʤɪtek]) — швейцарський виробник комп'ютерних мишей, клавіатур та інших периферійних пристроїв для ПК. Компанію засновано 2 жовтня 1981 року у місті Апль як виробника програмного забезпечення. Головний офіс розташовано у Лозанні.
Компанія здійснює поставки більш ніж у 100 країн світу. Виробництво продукції ведеться в Азії. Спочатку продукція компанії була розрахована на OEM-сектор. Але сьогодні товари, що випускаються компанією в цьому секторі становлять лише 11,6 %. 88,4 % доходу компанії складає роздрібна торгівля.

## Продукти
- Клавіатури, трекболи, миші (дротяні, бездротові , Bluetooth — моделі).
- Веб камери
- Колонки, з системою 2.0,2.1 і 5.1 Surround Sound системами . Також випускає док- станції для iPod , PSP, а також звичайних MP3- плеєрів.
- Периферійні пристрої для PC і Mac , Xbox 360 і PS2 / PS3. Компанія випускає такі пристрої, як геймпади (наприклад, Logitech F-серія), джойстики і керма.
- Гарнітури, з вбудованим мікрофоном і без нього.
- Аксесуари для iPod, MP3- плеєрів і мобільних телефонів.
- Універсальні пульти дистанційного керування сімейства Logitech Harmony
- Бездротові музичні системи.
- Io2 Digital Writing System.
- Колекція «Playgear», що складається з аксесуарів для Playstation Portable (PSP).
- Продукти, орієнтовані на геймерів
- Продукти, орієнтовані для організації домашнього медіа-центру — миша Logitech MX Air і клавіатури diNovo Edge, diNovo Mini.

## Історія
- 1981 — компанію Logitech засновано в Швейцарії
- 1982 — перша миша Logitech P4
- 1984 — перша бездротова миша з використанням інфрачервоного зв'язку
- 1991 — перша у світі радіо-миша Logitech MouseMan Cordless
- 1994 — перший у світі інтерактивний 3D ігровий маніпулятор Logitech CyberMan
- 1996 — Logitech відзначає випуск 100-мільйонної миші
- 1998 — перший у світі бездротовий комплект: миша + клавіатура в одній коробці Logitech Cordless Desktop
- 2004 — перша у світі бездротова миша з лазерним сенсором Logitech МХ1000
- 2005 — журнал PC World називає вебкамеру Logitech QuickCam VC одним з найкращих 50 гаджетів за попередні 50 років
- 2007 — Logitech відзначає випуск 50-мільйонної вебкамери. Анонсоване ексклюзивне співробітництво з виробником оптики Carl Zeiss
- 2008 — Logitech відзначає випуск мільярдної миші
- 2009 — перші у світі миші з можливістю роботи на скляній поверхні Logitech Anywhere MX та Performance MX
- 2010 — перша у світі бездротова клавіатура на сонячних батареях Logitech K750
- 2012 — Ultrathin Keyboard Cover для iPad стає найбільш популярним гаджетом Logitech в Європі
- 2014 — Колонка від Logitech Ultimate Ears UE BOOM здобула золоту нагороду на iF Product Design Awards

У січні 2016 року Logitech виділила виробника обладнання для відеоконференцій Lifesize.
У квітні 2016 року Logitech погодилася виплатити 7,5 мільйонів доларів США штрафу, пов'язаного зі звинуваченнями в тому, що вона і деякі колишні керівники неналежним чином завищили результати компанії за 2011 фінансовий рік, щоб відповідати вимогам керівництва та іншим порушенням бухгалтерського обліку. Комісія з цінних паперів і бірж США заявила, що ймовірні проблеми з бухгалтерським обліком залишили інвесторів без точного уявлення про фінанси швейцарської компанії.
12 квітня 2016 року Logitech оголосила, що домовилася про придбання Jaybird, лідера у виробництві бездротових аудіопристроїв для спорту та активного способу життя, за 50 мільйонів доларів США з додатковою виплатою до 45 мільйонів доларів США за умови досягнення цільових показників зростання.
15 вересня 2016 року Logitech оголосила, що придбала бренд та активи Saitek у Mad Catz за 13 мільйонів доларів США.
25 березня 2017 року Logitech підписала багаторічну спонсорську угоду з McLaren в якості офіційного партнера з технологічних периферійних пристроїв. Пізніше угоду буде розширено на кіберспортивну діяльність McLaren під брендом Logitech G у 2020 році.
11 серпня 2017 року Logitech придбала компанію Astro Gaming, виробника професійного ігрового обладнання (переважно гарнітур), за 85 мільйонів доларів США.
25 травня 2018 року Logitech придбала Beyond Entertainment, кіберспортивну компанію, що займається прямими трансляціями та цифровими медіа, за нерозкриту суму.
30 липня 2018 року Logitech оголосила, що придбала Blue Microphones за 117 мільйонів доларів США.
26 вересня 2019 року Logitech придбала Streamlabs, виробника програмного забезпечення та інструментів для прямих трансляцій, приблизно за 89 мільйонів доларів США.
29 липня 2021 року Logitech у співпраці з хореографом Джакуелем Найтом представила свою ініціативу #Creators4BIPOC під брендом Logitech For Creators. Вона дозволяє творцям соціальних мереж, зокрема інфлюенсерам BIPOC, захищати авторські права та монетизувати свої онлайн-твори, надаючи можливість хореографам, які привертають увагу до хітів великих артистів у сфері розваг, захистити авторські права на свою хореографію за допомогою Labanotation та отримувати за неї роялті.
У серпні 2022 року, під час повномасштабного вторгнення РФ до України, компанія заявила про плани до 31 серпня повністю піти з ринку РФ і звільнити всіх співробітників.

## Штаб-квартири
- Нью-Йорк, Каліфорнія (Американський регіон)
- Романель-сюр-Морж, Швейцарія (Європа, Близький Схід, Африка)
- Гонконг, Китай (Азійсько-Тихоокеанський регіон)
- Сучжоу, Китай (Азійсько-Тихоокеанський регіон)
- Синьчжу, Тайвань (Океанія)
- Токіо, Японія (Японський регіон)